# Nabil El Zhar
Nabil El Zhar (àrab: نبيل الزهر, Nabīl az-Zahr) (Alès, Llenguadoc, 27 d'agost de 1986) és un exfutbolista marroquí nascut a França que jugava com a davanter. Fou internacional amb la selecció de futbol del Marroc. És un futbolista de qui destaca el seu ritme i la seva habilitat en el regat.

## Biografia
El Zhar va començar la seva carrera futbolística amb l'OAC Alès, un equip juvenil local. Des d'allà passaria al Nîmes Olympique, per a recalar finalment a l'AS Saint-Etienne.

### Liverpool
Va fitxar pel Liverpool l'octubre de 2006 i va debutar a un partit de l'equip reserva contra el Newcastle en un partit dels equips de reserves del 3 d'octubre de 2006. Va marcar el seu primer gol, des del punt de penal, en un 'mini-derby' d'equips reserva contra l'Everton FC el 10 d'octubre de 2006.
El Zhar va debutar amb el primer equip el 29 de novembre de 2006, eixint de substitut a un partit contra el Portsmouth. Jugaria altres dos partits amb el primer equip en la temporada 2006-07.
El seu primer partit com a titular del Liverpool va ser a un partit de la Carling Cup contra el Cardiff City el 31 d'octubre de 2007, en el qual marcaria el seu primer gol amb el primer equip. El Zharcanvià el dorsal 42 pel número 31 a l'inici de la temporada 2008–2009.
El Zhar va formar part de l'equip titular a gran part de la temporada 2008-09, participant en una victòria per 1-0 contra el Sunderland i fent la seva primera assistència el 18 d'octubre de 2008, amb una passada a Andrea Dossena que marcà l'1-2 per al Liverpool quan perdia davant el Wigan Athletic en un partit que acabaria guanyant el Liverpool per 3-2. El 27 de febrer de 2009, va jugar el seu primer partit de Premier League com a titular davant el Middlesbrough, en un partit en el qual els d'Anfield van perdre per 2-0. Durant la temporada, El Zhar es va veure afectat per diverses lesions que el van portar a comptar sols com a substitut, jugant sols la part final dels partits.
L'11 de juliol de 2009 va signar una ampliació de contracte que l'haguera lligat a Anfield fins a 2012.

### PAOK (cessió)
El 31 d'agost de 2010, El-Zhar va ser cedit a l'equip grec PAOK Salònica FC, rebent el dorsal número 7. El contracte expirava el 3 de juny de 2011. El-Zhar va debutar al seu nou equip el 16 de setembre en un partit de fase de grups de la Lliga Europa de la UEFA contra el FC Bruges, que acabà en empat 1-1. Va jugar també als altres 5 partits de la fase de grups: una victòria per 1-0 davant el Dinamo de Zagreb, la derrota per 1-0 a Vila-real CF, la victòria per 1-0 contra el Vila-real, l'empat d'1-1 amb el FC Bruges i la victòria d'1-0 contra el Dinamo. Més tard retornaria a Liverpool.

### Llevant
El 18 d'agost de 2011, el Liverpool anuncià que El-Zhar havia estat alliberat del seu contracte i que s'esperava que fitxara pel Llevant Unió Esportiva amb qui signà un contracte de dos anys. Va debutar a La Liga deu dies després, entrant com a suplent als darrers minuts per Pedro López en un empat 1–1 contra el Getafe CF. Va jugar 22 partits durant la temporada amb els llevantinistes, que acabaren sisents i es van classificar per la Lliga Europa de la UEFA.
El Zhar va marcar el seu primer gol a la primera divisió espanyola el 19 d'agost de 2012, el primer en un empat 1–1 a casa contra l'Atlètic de Madrid. Quatre dies després, sortint des de la banqueta a Fir Park en partit europeu, a marcar el darrer gol d'una victòria per 2–0 contra el Motherwell. El 26 d'octubre de 2013, va marcar dos gols en una victòria per 4–0 a casa sobre el RCD Espanyol.
El 26 d'agost de 2015, va rescindir els seu contracte amb els Granotes.

### Las Palmas
Hores després de rescindir el contracte amb el Llevant, El Zhar en va signar un de dos anys amb la UD Las Palmas, acabat d'ascendir a primera. Hi va debutar el 30 d'agost, entrant com a suplent als darrers minuts en un partit que acabà sense gols contra el seu anterior equip. El 6 de desembre, va marcar el seu primer gol amb els canaris, que empatava el partit, que acabà en derrota per 3–1 contra l'Sporting de Gijón.

### Leganés
El 31 de gener de 2017, El Zhar va signar contracte per un any i mig amb el CD Leganés, a mitja temporada de la primera divisió 2016-1017.

### Al-Ahli Doha
El maig de 2019 rescindeix el seu contracte amb l'entitat blanc i blava i fitxa per l'Al-Ahli Doha de Qatar.

## Carrera internacional
Nascut a Alès, Llenguadoc, El Zhar va ser internacional per França a les categories inferiors. Tanmateix, va decidir representar internacionalment el país dels seus pares, el Marroc. El Zhar jugaria amb el país africà al FIFA World Youth Championship de 2005, on el Marroc arribaria a les semifinals, on va perdre 3-0 davant Nigèria. El Marroc acabà el torneig en quarta posició després d'una derrota per 2-1 davant Brasil.
El 26 de març de 2008, El Zhar va debutar amb la selecció absoluta del Marroc en una victòria a domicili per 4-1 contra Bèlgica, on va marcar un gol.